# Sésame, ouvre-toi

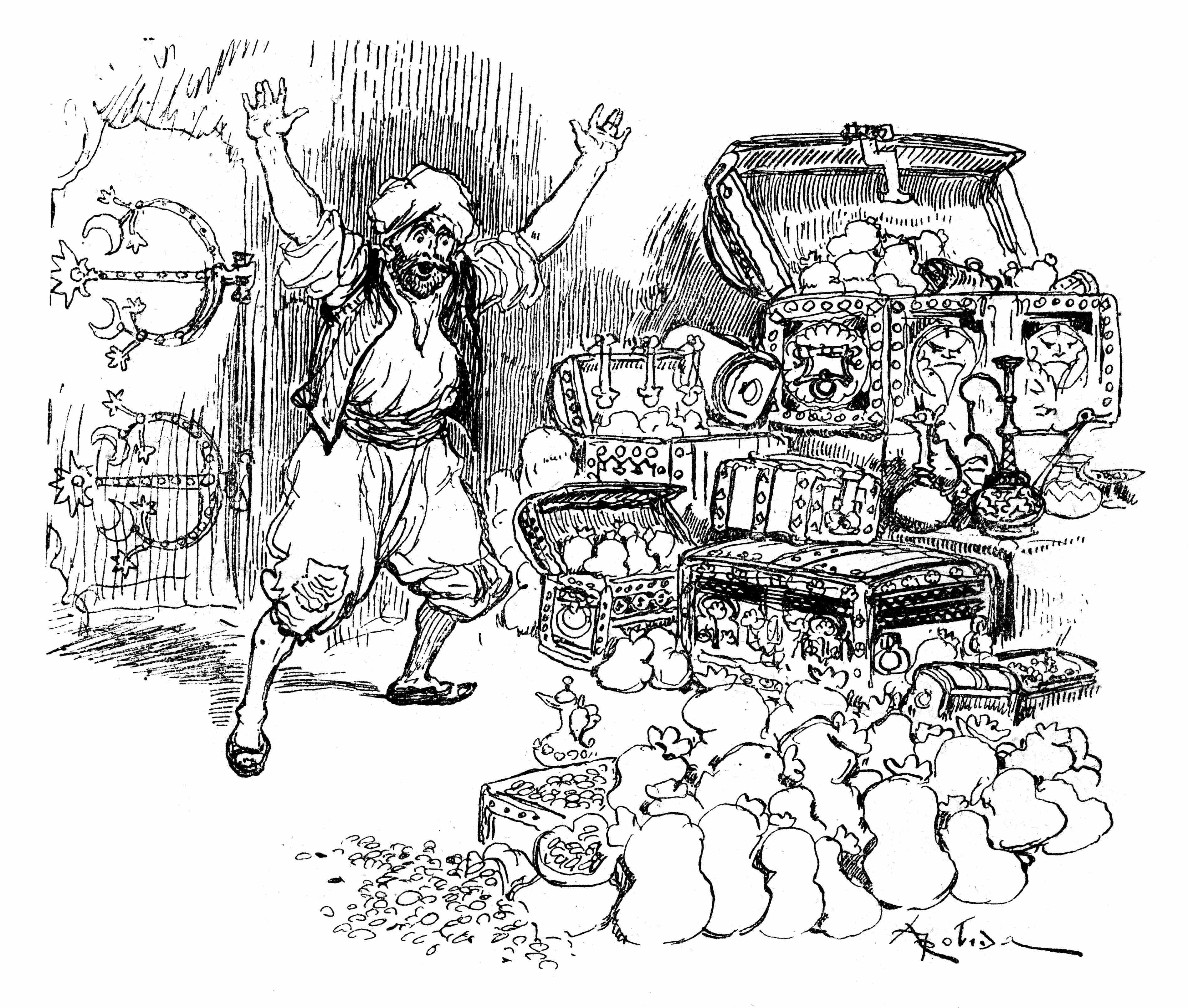
L'image montre un homme qui vient de rentrer dans une chambre remplie de richesse et il a l'air grandement étonné.

« Sésame, ouvre-toi » est une phrase magique dans le conte Ali Baba et les Quarante Voleurs, dans la version d'Antoine Galland du recueil Les Mille et Une Nuits. Elle ouvre l'entrée d'une caverne dans laquelle les quarante voleurs ont caché un trésor.

## Documentation
L'expression apparaît pour la première fois dans Les Mille et Une Nuits de Antoine Galland (1704-1717). Aucune occurrence n'en est connue dans les versions antérieures, orales ou écrites.

## Classification
« Sésame ouvre toi » a été classé par Stith Thompson comme motif D1552.2, « Ouverture d'une montagne par une formule magique ».

## Utilisation dans l'histoire
Dans l'histoire, Ali Baba surprend les 40 voleurs énonçant la phrase « Sésame, ouvre-toi ! » devant la grotte. Plus tard, son frère ne peut se souvenir de la phrase, et utilise le nom d'autres céréales (se trouvant alors piégé dans la grotte magique).

## Origine
Les graines de sésame se développent dans une gousse qui s'ouvre lorsqu'elle atteint sa maturité. Il est possible que la phrase fasse allusion à ceci pour l'ouverture de la grotte, bien qu'il ne soit pas certain que le mot « sésame » désigne réellement la plante ou la graine de sésame.
D'autres théories comprennent :
- le sésame est une réduplication de l'hébreu šem « nom », c'est-à-dire Dieu ou un mot kabbalistique représentant la Talmudique šem-šamáįm (sem-shamayim), « nom du ciel »[5] ;
- le sésame est connecté à la pratique babylonienne de la magie, avec notamment l'huile de sésame[6].

Selon Robert Charroux, la graine de sésame, logée dans une capsule, éclate d'elle-même quand elle est mûre mais un son grave provoque aussi l'ouverture prématurée de la gousse, ce serait ce phénomène qui serait rapproché des pouvoirs de la porte, que l'auteur rapproche de connaissances scientifiques d'anciennes civilisations qui se seraient perdues.